# 保健所政令市
保健所政令市（ほけんじょせいれいし）とは、日本の地方公共団体のうち、地域保健法第5条第1項の規定により、保健所を設置できる政令指定都市、中核市、および政令で定める市をいう（広義）。保健所設置市（ほけんじょせっちし）ともいう。

## 概要
都道府県及び特別区は、地域保健法第5条第1項の規定に基づき、自ら保健所を設置する義務がある。市については、同法に基づく政令で指定されている市のみが保健所を設置することができる。この政令で定められている市以外の市及び全ての町村は、自ら保健所を設置する権限がなく、当該市町村を包括する都道府県が設置した保健所の所管に属することとなる。このため、政令で指定されている市が周辺市町村と一部事務組合を組織して保健所を設置することはできない。
また都道府県は、保健所政令市以外の市及び全ての町村の区域の保健所業務を、保健所政令市が設置した保健所に委託することができる（茅ヶ崎市、鳥取市がこれに該当）。また、保健所政令市と都道府県が共同で保健所を設置することもできる（松江市がこれに該当）。

## 分類

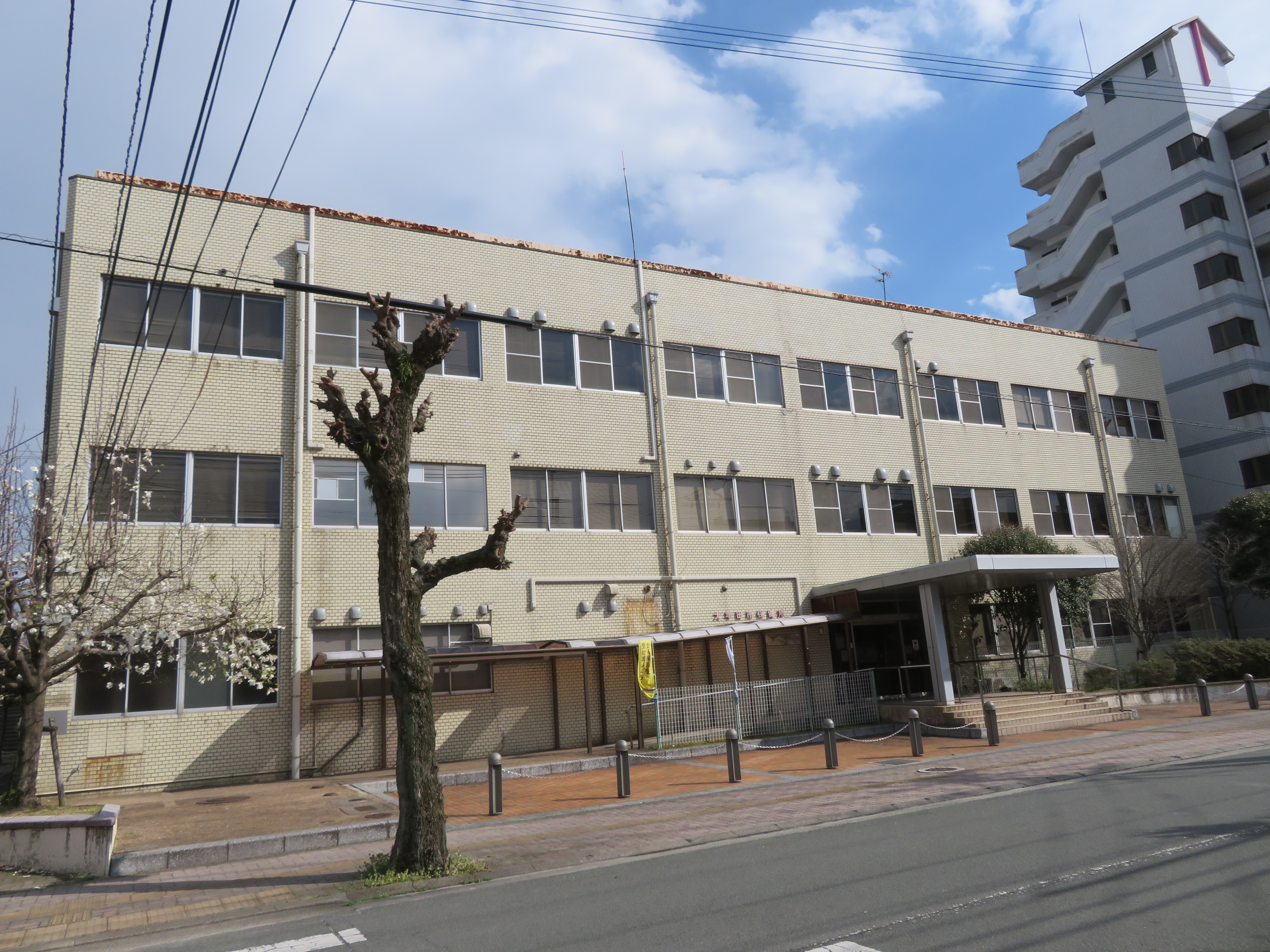
令和2年3月31日をもって政令指定解除に伴い廃止された大牟田市保健所（現：大牟田市保健センター）

現在は、地域保健法施行令第1条で、政令指定都市（第一号）、中核市（第二号）、第三号で個別に北海道小樽市、東京都町田市、神奈川県藤沢市、同茅ヶ崎市及び三重県四日市市が指定されている。これらのうち、第三号によって指定されている市（以下「三号市」とする）に限り「保健所政令市」と呼ぶ場合もある（狭義）。
三号市については、当初は工業都市などにおいて公害・労働災害が深刻化し、都道府県レベルではなく市の単位できめ細やかな対応が必要とされたために設けられるケースが想定されていた。四日市市、兵庫県尼崎市、同西宮市、福岡県大牟田市などが該当したが、このうち尼崎市・西宮市は中核市に移行し、大牟田市は2020年（令和2年）4月1日に指定解除された。近年は人口増や住民サービス向上を理由とした指定が増えており、町田市、藤沢市、茅ヶ崎市などがこれに該当する。

## 保健所政令市一覧
（年月）は保健所政令市となった時期。
市名が太字体となっているのは、各市保健所の詳細情報があることを示す。
| 所管厚生局     | 所管都道府県 | 政令指定都市                              | 中核市 | 三号市                                        |
| -------------- | ------------ | ----------------------------------------- | --- | --------------------------------------------- |
| 北海道厚生局   | 北海道       | - 札幌市                                  | - 函館市 - 旭川市 | - 小樽市                                      |
| 東北厚生局     | 青森県       |                                           | - 青森市 - 八戸市（2017年1月） |                                               |
| 東北厚生局     | 岩手県       |                                           | - 盛岡市（2008年4月） |                                               |
| 東北厚生局     | 宮城県       | - 仙台市                                  | |                                               |
| 東北厚生局     | 秋田県       |                                           | - 秋田市 |                                               |
| 東北厚生局     | 山形県       |                                           | - 山形市（2019年4月） |                                               |
| 東北厚生局     | 福島県       |                                           | - 郡山市 - いわき市 - 福島市（2018年4月）                                                                                           |                                               |
| 関東信越厚生局 | 茨城県       |                                           | - 水戸市（2020年4月） |                                               |
| 関東信越厚生局 | 栃木県       |                                           | - 宇都宮市 |                                               |
| 関東信越厚生局 | 群馬県       |                                           | - 前橋市（2009年4月） - 高崎市（2011年4月）                                                                                         |                                               |
| 関東信越厚生局 | 埼玉県       | - さいたま市                              | - 川越市（2003年4月） - 越谷市（2015年4月） - 川口市（2018年4月）                                                                   |                                               |
| 関東信越厚生局 | 千葉県       | - 千葉市                                  | - 船橋市 - 柏市（2008年4月） |                                               |
| 関東信越厚生局 | 東京都       |                                           | - 八王子市（2015年4月） | - 町田市（2011年4月）                         |
| 関東信越厚生局 | 神奈川県     | - 横浜市 - 川崎市 - 相模原市（2010年4月） | - 横須賀市 | - 藤沢市（2006年4月） - 茅ヶ崎市（2017年4月） |
| 関東信越厚生局 | 新潟県       | - 新潟市                                  | |                                               |
| 関東信越厚生局 | 山梨県       |                                           | - 甲府市（2019年4月） |                                               |
| 関東信越厚生局 | 長野県       |                                           | - 長野市 - 松本市（2021年4月） |                                               |
| 東海北陸厚生局 | 富山県       |                                           | - 富山市 |                                               |
| 東海北陸厚生局 | 石川県       |                                           | - 金沢市 |                                               |
| 東海北陸厚生局 | 岐阜県       |                                           | - 岐阜市 |                                               |
| 東海北陸厚生局 | 静岡県       | - 静岡市 - 浜松市                         | |                                               |
| 東海北陸厚生局 | 愛知県       | - 名古屋市                                | - 豊橋市 - 岡崎市 - 豊田市 - 一宮市（2021年4月）                                                                                    |                                               |
| 東海北陸厚生局 | 三重県       |                                           | | - 四日市市                                    |
| 近畿厚生局     | 福井県       |                                           | - 福井市（2019年4月） |                                               |
| 近畿厚生局     | 滋賀県       |                                           | - 大津市（2009年4月） |                                               |
| 近畿厚生局     | 京都府       | - 京都市                                  | |                                               |
| 近畿厚生局     | 大阪府       | - 大阪市 - 堺市                           | - 東大阪市 - 高槻市 - 豊中市（2012年4月） - 枚方市（2014年4月） - 八尾市（2018年4月） - 寝屋川市（2019年4月） - 吹田市（2020年4月） |                                               |
| 近畿厚生局     | 兵庫県       | - 神戸市                                  | - 姫路市 - 西宮市（2008年4月） - 尼崎市（2009年4月） - 明石市（2018年4月）                                                          |                                               |
| 近畿厚生局     | 奈良県       |                                           | - 奈良市 |                                               |
| 近畿厚生局     | 和歌山県     |                                           | - 和歌山市 |                                               |
| 中国四国厚生局 | 鳥取県       |                                           | - 鳥取市（2018年4月） |                                               |
| 中国四国厚生局 | 島根県       |                                           | - 松江市（2018年4月） |                                               |
| 中国四国厚生局 | 岡山県       | - 岡山市（2009年4月）                     | - 倉敷市 |                                               |
| 中国四国厚生局 | 広島県       | - 広島市                                  | - 福山市 - 呉市 |                                               |
| 中国四国厚生局 | 山口県       |                                           | - 下関市 |                                               |
| 中国四国厚生局 | 徳島県       |                                           | |                                               |
| 中国四国厚生局 | 香川県       |                                           | - 高松市 |                                               |
| 中国四国厚生局 | 愛媛県       |                                           | - 松山市 |                                               |
| 中国四国厚生局 | 高知県       |                                           | - 高知市 |                                               |
| 九州厚生局     | 福岡県       | - 福岡市 - 北九州市                       | - 久留米市（2008年4月） |                                               |
| 九州厚生局     | 佐賀県       |                                           | |                                               |
| 九州厚生局     | 長崎県       |                                           | - 長崎市 - 佐世保市 |                                               |
| 九州厚生局     | 熊本県       | - 熊本市（2012年4月）                     | |                                               |
| 九州厚生局     | 大分県       |                                           | - 大分市 |                                               |
| 九州厚生局     | 宮崎県       |                                           | - 宮崎市 |                                               |
| 九州厚生局     | 鹿児島県     |                                           | - 鹿児島市 |                                               |
| 九州厚生局     | 沖縄県       |                                           | - 那覇市（2013年4月） |                                               |

## 過去に指定されていた都市
| 都道府県 | 自治体名 | 分類   | 指定解除日              | 理由 |
| -------- | -------- | ------ | ----------------------- | --- |
| 福岡県   | 大牟田市 | 三号市 | 2020年（令和2年）4月1日 | 市の人口減少や財政状況の悪化により、市単独で必要な人員や機材の確保が難しくなったため。解除後は、柳川市に所在する福岡県南筑後保健福祉環境事務所に移管。 |